# عبد الحكيم الشمري
عبد الحكيم إبراهيم محمد الشمري (1965) رجل أعمال وسياسي بحريني.

## السيرة
ولد علي في العاصمة المنامة في عام 1965. حصل على ماجستير في إدارة الأعمال ودبلوم علوم سياسية من معهد البحرين للتنمية السياسية وشهادة في المحاسبة من المعهد الملكي البريطاني ودبلوم تجارة تخصص محاسبة وشهادة في إدارة الفنادق.
اتجه الشمري إلى الأعمال التجارية حيث أسس مؤسسة عبد الحكيم إبراهيم الشمري وتولى رئاسة مجلس إدارة مجموعة الأمل التجارية والصناعية ومجموعة الشمري العقارية.
في انتخابات مجلس النواب لعام 2006 خسر مقعد الدائرة السابعة في محافظة العاصمة بعدما جمع 1414 صوت ما نسبته 36.11% بفارق 1088 صوت عن عبد العزيز أبل المدعوم من جمعية الوفاق الوطني الإسلامية وجمعية العمل الوطني الديمقراطي. وفي انتخابات عام 2011 فاز بمقعد الدائرة بعدما جمع 1121 صوت ما نسبته 60.40%. وقبل بداية انتخابات عام 2014 استبعدت محكمة الاستئناف العليا المدنية للفصل في الطعون الانتخابية الشمري من خوض السباق الانتخابي في الدائرة الخامسة بمحافظة العاصمة.